# 愚かな人間になるな
m:愚かな人間になるな
このページはウィキペディア日本語版の外、ウィキメディア財団内外の他のプロジェクトへのソフトリダイレクト（ウィキ間リンクの一種）です。（Template:Softredirect）